# Pomacentrus andamanensis
Pomacentrus andamanensis là một loài cá biển thuộc chi Pomacentrus trong họ Cá thia. Loài này được mô tả lần đầu tiên vào năm 2020.

## Từ nguyên
Từ định danh andamanensis được đặt theo tên gọi của biển Andaman, phạm vi phân bố trong tự nhiên của loài cá này (–ensis: hậu tố biểu thị nơi chốn).

## Phạm vi phân bố và môi trường sống
P. andamanensis trước đây được xem là một biến dị kiểu hình của loài Pomacentrus amboinensis nhưng gần đây đã được công nhận là một loài hợp lệ. Phạm vi của P. andamanensis giới hạn ở biển Andaman, được ghi nhận tại quần đảo Andaman (Ấn Độ), quần đảo Mergui (Myanmar), quần đảo Similan và quần đảo Surin (Thái Lan), phía bắc đảo Sumatra (Indonesia). Loài này được quan sát và thu thập ở độ sâu đến 35 m, nhưng thường được nhìn thấy phổ biến ở độ sâu khoảng 15 m trở vào bờ.

## Mô tả
Chiều dài lớn nhất được ghi nhận ở P. andamanensis là 6,5 cm. So với P. amboinensis, P. andamanensis có màu xanh tím đến xanh lam xám ở 2/3 thân trên và đỉnh đầu, còn thân dưới lại màu vàng tươi hơn (toàn cơ thể P. amboinensis có màu vàng nhạt đến màu kem). Cá con và cả cá trưởng thành P. andamanensis đều có một đốm đen lớn viền xanh óng ở ngay sau vây lưng, trong khi đốm này biến mất ở những cá thể P. amboinensis trưởng thành (>4 cm). Cả hai loài này đều có những vệt đốm màu hồng tím trên mặt, nhưng những đốm này thường khá mờ (hoặc tiêu biến) ở P. amboinensis trưởng thành, trong khi vẫn xuất hiện ở P. andamanensis trưởng thành. Ngoài ra, điểm chung của P. andamanensis và P. amboinensis còn có một đốm nhỏ màu xanh lục nhạt trên nắp mang và một đốm đen ở gốc vây ngực.
Số gai ở vây lưng: 13; Số tia vây ở vây lưng: 14–15; Số gai ở vây hậu môn: 2; Số tia vây ở vây hậu môn: 14–16; Số gai ở vây bụng: 1; Số tia vây ở vây bụng: 5; Số tia vây ở vây ngực: 16–18.

## Phân loại học
P. andamanensis nằm trong phức hợp loài P. amboinensis. Ngoài ra, phức hợp này cũng bao gồm Pomacentrus bipunctatus ở Micronesia với Pomacentrus spilotoceps ở Fiji và Tonga. Cả 4 loài đều có chung đặc điểm là có đốm trên nắp mang và ở gốc vây ngực, cũng như đốm lớn ở sau vây lưng cá con (đôi khi có ở cá trưởng thành).